# Zotepin

Strukturformel för Zotepin.

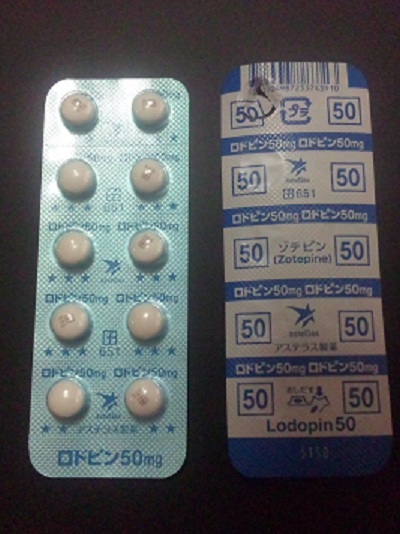
50 mg Lodopin.

Zotepin är ett neuroleptikum som används som läkemedel mot psykoser och till bipolära maniska. Det användes i Japan, Indonesien, Syd-Korea och Taiwan 1982. Även i Tyskland sedan 1990 (men tycktes senare gå ut i Tyskland.)
Varunamn för ämnet är Lodopin.
Verkningsmekanism är hög/medel affinitet till dopamin D2, 5-HT2A, 5-HT2C och 5-HT6 i serotoninet. Även histamin H1-receptorer.
Zotepin är en dibenzothiepinanalog av klozapin, en "urart" av klozapin men skillnaden är att zotepin är en potent noradrenalinåterupptagshämmare. Något som klozapin och olanzapin inte är.
Det har lägre förekomst av extrapyramidala bieffekter jämfört med haloperidol.
Lodopin hör till de med risk för förlängt QT-intervall (förlängd Qtc-tid som kan orsaka dödsfall).
Det har uppgetts att hämma noradrenalin, stannar kvar längre i synapsen (öka) ger stabiliserat humör.
Förekomst av viktuppgång med zotepin överskrider rimliga gränser.

## Effektivitet
I en studie utförd 2013 jämfördes 15 antipsykotiska mediciner i effektivitet i behandling av schizofreniska symtom. Zotepin visade måttlig-stark effektivitet. 8–12% mer effektiv än haloperidol, quetiapin, och aripiprazol, ungefär lika effektiv som paliperidon, och 12% mindre effektiv än risperidon.